# Czargan
Czargan (bułg. Чарган) – wieś w południowo-wschodniej Bułgarii, w obwodzie Jamboł, w gminie Tundża. Według danych Narodowego Instytutu Statystycznego, 31 grudnia 2011 roku wieś liczyła 567 mieszkańców.

## Historia
Dawniej wieś znajdowała się na dzisiejszym zbiorniku retencyjnym.

## Urodzeni w Czarganie
- Minczo Ognjanow – artysta rzeźbiarz